# 118番の日
118番の日（118ばんのひ）とは、日本の記念日。1月18日。

## 制定
同じ緊急通報用電話番号でありながら、110番や119番に比べて低い118番の知名度を高めようと、2010年12月に海上保安庁が定めたもの。
第1回のこの日には“通信指令室”に相当する「海上保安庁運用司令センター」が報道関係者に公開された。
類似する日本の緊急通報用電話番号の語呂合わせの記念日として110番の日、119番の日がある。